# Lutas nos Jogos Pan-Americanos de 1979
As competições de luta olímpica nos Jogos Pan-Americanos de 1979 foram realizadas em San Juan, em Porto Rico. Foram disputados  eventos de luta livre e luta greco-romana.

## Medalhistas
Luta livre masculina
| Evento                  | Ouro                     | Prata                       | Bronze                     |
| ----------------------- | ------------------------ | --------------------------- | -------------------------- |
| Até 48 kg detalhes      | William Rosado (USA)     | Miguel Alonso (CUB)         | Alfredo Olvera (MEX)       |
| Até 52 kg detalhes      | Gene Mills (USA)         | Luis Ocaña (CUB)            | Jorge Olvera (MEX)         |
| Até 57 kg detalhes      | Joseph Corso (USA)       | Juan Carlos Rodríguez (CUB) | José Pinto (PAN)           |
| Até 62 kg detalhes      | Andre Metzger (USA)      | Raúl Cascaret (CUB)         | John Park (CAN)            |
| Até 68 kg detalhes      | Andre Rein (USA)         | José Ramos (CUB)            | Egon Beiler (CAN)          |
| Até 74 kg detalhes      | Leroy Kemp (USA)         | Daniel Pozo (CUB)           | Mark Mongeon (CAN)         |
| Até 82 kg detalhes      | Daniel Lewis (USA)       | Clark Davis (CAN)           | José Carvajal (CUB)        |
| Até 90 kg detalhes      | Roy Baker (USA)          | José Poll (CUB)             | Richard Deschatelets (CAN) |
| Até 100 kg detalhes     | Russell Hellickson (USA) | Bárbaro Morgan (CUB)        | Michael Kappel (CAN)       |
| Mais de 100 kg detalhes | James Jackson (USA)      | Arturo Díaz (CUB)           | Wyatt Wishart (CAN)        |

Luta greco-romana masculina
| Evento                  | Ouro                  | Prata                  | Bronze                |
| ----------------------- | --------------------- | ---------------------- | --------------------- |
| Até 48 kg detalhes      | Jorge Martínez (CUB)  | Alfredo Olvera (MEX)   | Gregg Williams (USA)  |
| Até 52 kg detalhes      | Bruce Thompson (USA)  | Zoilo Montano (CUB)    | Jorge Muñoz (MEX)     |
| Até 57 kg detalhes      | Leonel Pérez (CUB)    | Brian Gust (USA)       | Henry Loret (PUR)     |
| Até 62 kg detalhes      | Douglas Yeats (CAN)   | René Rodríguez (CUB)   | John Hughes (USA)     |
| Até 68 kg detalhes      | Howard Stupp (CAN)    | Gary Pelci (USA)       | Eduardo García (CUB)  |
| Até 74 kg detalhes      | John Matthews (USA)   | Idalberto Barban (CUB) | Brian Renken (CAN)    |
| Até 82 kg detalhes      | Daniel Chandler (USA) | Erasmo Estrada (CUB)   | Luis Santerre (CAN)   |
| Até 90 kg detalhes      | José Poll (CUB)       | Jerome Schmitz (USA)   | Steve Daniar (CAN)    |
| Até 100 kg detalhes     | Brad Rheingans (USA)  | Bárbaro Morgan (CUB)   | Raúl García (MEX)     |
| Mais de 100 kg detalhes | Arturo Díaz (CUB)     | William Lee (USA)      | Miguel Zambrano (PER) |

## Quadro de medalhas
| Ordem | País               | Medalha de ouro | Medalha de prata | Medalha de bronze |    |
| ----- | ------------------ | --------------- | ---------------- | ----------------- | -- |
| 1     | USA Estados Unidos | 14              | 4                | 2                 | 20 |
| 2     | CUB Cuba           | 4               | 14               | 2                 | 20 |
| 3     | CAN Canadá         | 2               | 1                | 9                 | 12 |
| 4     | MEX México         |                 | 1                | 4                 | 5  |
| 5     | PAN Panamá         |                 |                  | 1                 | 1  |
|       | PER Peru           |                 |                  | 1                 | 1  |
|       | PUR Porto Rico     |                 |                  | 1                 | 1  |
| TOTAL | TOTAL              | 20              | 20               | 20                | 60 |

## Ligação externa
- Jogos Pan-Americanos de 1979